# Orgelet
Orgelet – miejscowość i gmina we Francji, w regionie Burgundia-Franche-Comté, w departamencie Jura.
Według danych na rok 1990 gminę zamieszkiwało 1700 osób, a gęstość zaludnienia wynosiła 74 osoby/km² (wśród 1786 gmin Franche-Comté Orgelet plasuje się na 93 miejscu pod względem liczby ludności, natomiast pod względem powierzchni na miejscu 81).